# Calamagrostis turkestanica
Calamagrostis turkestanica är en gräsart som beskrevs av Eduard Hackel. Calamagrostis turkestanica ingår i släktet rör, och familjen gräs.
Artens utbredningsområde är Tadzjikistan. Inga underarter finns listade i Catalogue of Life.